# Theo Eltink
Theo Eltink (Eindhoven, 27 novembre 1981) è un ex ciclista su strada e ciclocrossista olandese.

## Palmarès

### Strada
- 2001 (Rabobank Continental, una vittoria)

2ª tappa Ronde de l'Isard d'Ariège
- 2002 (Rabobank Continental, una vittoria)

1ª tappa Volta Ciclista a Catalunya Under-23 (Mollet del Vallès > Mollet del Vallès)
- 2004 (Rabobank, due vittorie)

3ª tappa Tour des Pyrénées (Maubourguet > Lourdes)
9ª tappa Tour de l'Avenir (Morteau > Bellegarde-sur-Valserine)

#### Altri successi
- 2004 (Rabobank)

5ª tappa Tour de Normandie (Flers > Domfront, cronosquadre)

## Piazzamenti

### Grandi Giri
- Giro d'Italia

2005: 29º
2006: 53º
2008: 77º
- Vuelta a España

2006: 24º
2007: 95º
2008: 77º

### Classiche monumento
- Liegi-Bastogne-Liegi

2007: 105º
2008: ritirato
2009: ritirato
- Giro di Lombardia

2005: 40º
2006: 51º
2007: 91º

### Competizioni mondiali
- Campionati del mondo su strada

Verona 1999 - In linea Junior: 63º
Lisbona 2001 - In linea Under-23: 45º
- Campionati del mondo di cross

Monopoli 2003 - In linea Under-23: 10º

### Competizioni europee
- Campionati europei

Bergamo 2002 - In linea Under-23: 44º